# Horn-Bad Meinberg

Horn-Bad Meinberg est une ville de Rhénanie-du-Nord-Westphalie (Allemagne), située dans l'arrondissement de Lippe, dans le district de Detmold, dans le Landschaftsverband de Westphalie-Lippe.

## Personnalités liées à la ville
- Karl Friedrich Titho (1911-2001), militaire né à Feldrom et mort à Horn-Bad Meinberg.
- Daniel Brinkmann (1986-), footballeur né à Horn-Bad Meinberg.

## Jumelage
- Villedieu-les-Poêles (France)
- Kudowa Zdrój (Pologne)

## À voir

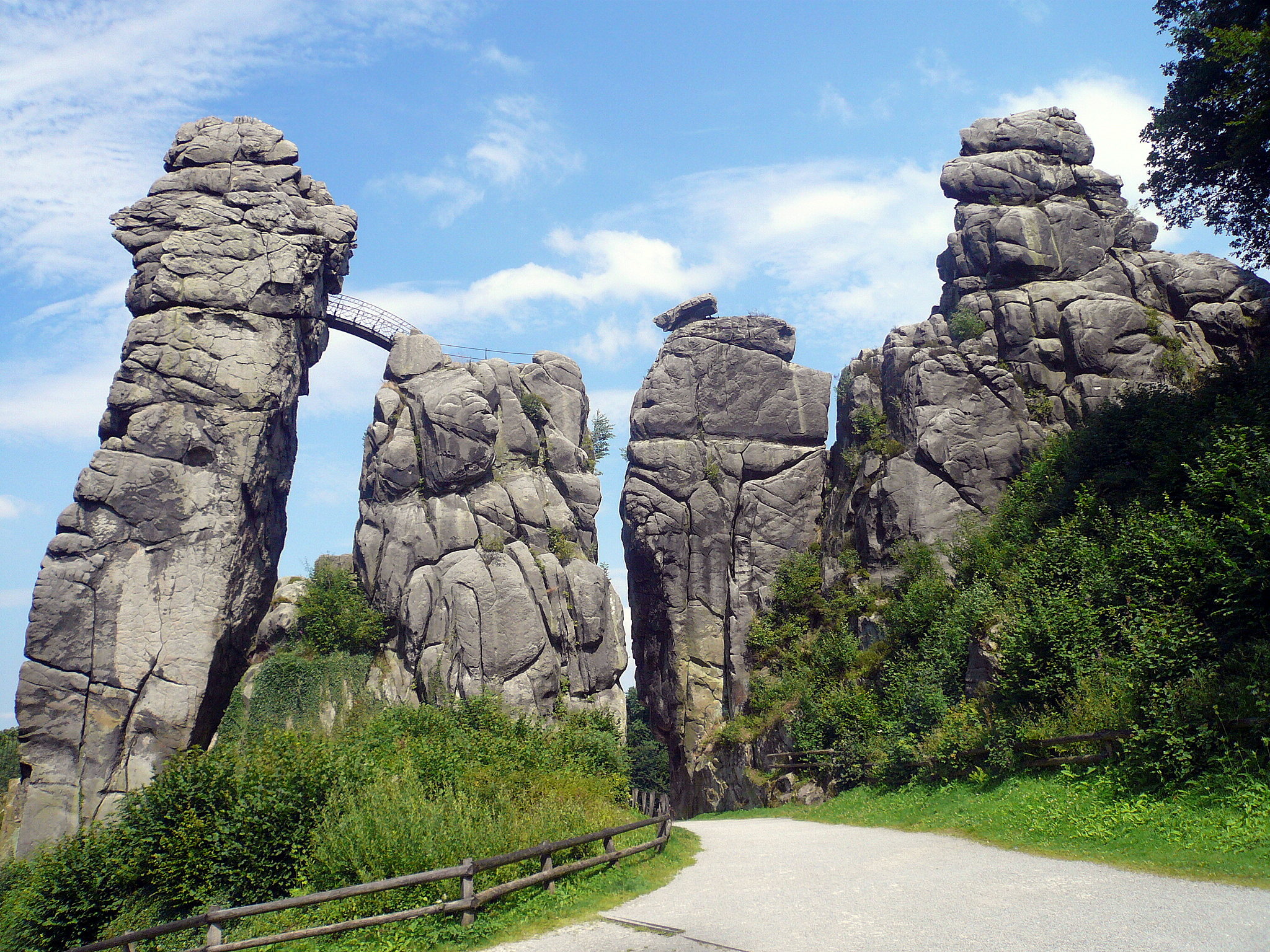
Les Externsteine

- La formation rocheuse remarquable des Externsteine se trouve sur le ban de la commune de Horn-Bad Meinberg.